# Kyōgoku Tadataka
Kyōgoku Tadataka (京極 忠高?; 1593 – 1637) è stato un daimyō giapponese del periodo Edo, capo del clan Kyōgoku.

## Biografia
Il suo nome da bambino fu  Kumamaro (熊麿?). Kyōgoku Tadataka fu un membro e capo del clan Kyōgoku, figlio di Kyōgoku Takatsugu e di una sua concubina. Suo nonno paterno fu Kyōgoku Takayoshi.
Tadataka è ricordato soprattutto per aver partecipato, al fianco del clan Tokugawa, nel 1615 all'assedio di Osaka, dove comandò 2.000 soldati. Durante questa campagna, condusse con successo una manovra di fiancheggiamento contro i difensori del castello di Osaka nella zona di Shigino a nord-est del castello assieme a Ishikawa Tadafusa e a Kyōgoku Takatomo. Questa manovra fu importante per la vittoria dei Tokugawa
.
Più tardi dal 1620 al 1629, Tadataka spese 92.000 koku per la ricostruzione del castello di Osaka.
Tadataka era sposato con la quarta figlia di Matsudaira Tadanao. Nel 1607, sposò una figlia di Tokugawa Hidetada, ma questo matrimonio che non produsse alcun erede. In quanto tale, le terre e i beni della famiglia avrebbero dovuto essere riconsegnati allo shogunato Tokugawa. Tuttavia il bakufu designò postumo Kyōgoku Takakazu come un erede del clan per non interrompere la linea di successione. Takakazu era il nipote di Tadataka, figlio di suo fratello Takamasa. Tadakazu fu assegnato al dominio di Tatsuno (50.000 koku) nella provincia di Harima.